# Oddział 731 (film)
Oddział 731 (oryg. Hei tai yang 731, chiń. upr. 黑太阳731; chiń. trad. 黑太陽731; pinyin Hēi tài yáng 731; ang. Men Behind the Sun) – hongkoński film wojenny z 1988 roku w reżyserii Mou Tun-feia. Pierwsza część z serii filmów opowiadających o zbrodniach japońskiego oddziału 731. Obraz doczekał się trzech kontynuacji: Oddział 731 – Laboratorium diabła (1992), Oddział 731 – O krok od śmierci (1994) i Oddział 731 – Masakra w Nankinie (1995).

## Fabuła
Film opowiada o tajnej japońskiej jednostce 731, która pod koniec II wojny światowej dokonywała bestialskich eksperymentów na jeńcach wojennych. Film ukazuje grupkę młodych chłopców, rekrutów z oddziału 731, którzy na własne oczy zobaczą i odczują, jak bezduszny i bezlitosny potrafi być człowiek. Wszystkie wydarzenia, które zostały przedstawione w filmie, wydarzyły się naprawdę.